# Szymon Walków
Szymon Walków (* 22. September 1995 in Breslau) ist ein polnischer Tennisspieler.

## Karriere
Walków spielte 2013 seine ersten Turniere bei den Profis. In der Anfangszeit war er auf der drittklassigen ITF Future Tour aktiv, wobei er es nicht über die zweite Runde hinausschaffte. Seinen ersten Auftritt auf der zweitklassigen ATP Challenger Tour hatte er 2015 bei seinem Heimatturnier in Breslau, als er dank einer Wildcard im Hauptfeld des Doppelbewerbs stand. Er verlor das Duell gegen Frank Dancevic und Andriej Kapaś mit seinem Partner in zwei Sätzen. Im September desselben Jahres erhielt er in Stettin erneut eine Wildcard für das Doppelfeld, schied jedoch wieder in der ersten Runde aus. Er beendete sowohl im Einzel als auch im Doppel das Jahr jenseits der Top 1000 in der Weltrangliste.
In den folgenden Jahren machte Walków speziell im Doppel Fortschritte, so gewann er 2016 und 2017 fünf Futuretitel und schaffte auf der Challenger Tour in Posen das erste Mal den Einzug ins Viertelfinale. Im Einzel stagnierte seine Leistung und er schied häufig in der ersten oder zweiten Runde bei Future-Turnieren aus und schaffte keine Qualifikation für ein Hauptfeld auf der Challenger Tour. Er nahm sowohl im Einzel als auch im Doppel an der Sommer-Universiade 2017 teil, schied jedoch in beiden Bewerben bereits in der zweiten Runde aus.
2018 gelang ihm ein Durchbruch im Doppel. Er begann das Jahr auf dem 408. Rang und verbesserte sich durch Erfolge auf der Future Tour kontinuierlich. Im Juni gelang ihm in Posen der erste große Erfolg auf der Challenger Tour. Gemeinsam mit Mateusz Kowalczyk erhielt er von den Veranstaltern eine Wildcard für das Doppelfeld und zog ins Finale ein. Dort traf er auf die gesetzte Paarung Attila Balázs und Andrea Vavassori, die er in drei Sätzen schlug und seinen ersten Titelgewinn bei Challengers feiern konnte. Bereits einen Monat später gewann er erneut gemeinsam mit Kowalczyk das Turnier in Sopot. Im Anschluss stand er mit dem 192. Rang das erste Mal in den Top 200 der Welt. Seine beste Platzierung ist der 166. Rang, die er nach seinem Titelgewinn in Andria Ende November erreichte.

## Erfolge
| Legende (Anzahl der Siege)  |
| Grand Slam                  |
| ATP World Tour Finals       |
| ATP World Tour Masters 1000 |
| ATP World Tour 500          |
| ATP World Tour 250          |
| ATP Challenger Tour (11)    |

### Doppel

#### Turniersiege
| Nr. | Datum             | Turnier       | Belag         | Partner           | Finalgegner                      | Ergebnis           |
| --- | ----------------- | ------------- | ------------- | ----------------- | -------------------------------- | ------------------ |
| 1.  | 9. Juni 2018      | Posen (1)     | Sand          | Mateusz Kowalczyk | Attila Balázs Andrea Vavassori   | 7:5, 6:78, [10:8]  |
| 2.  | 5. August 2018    | Sopot         | Sand          | Mateusz Kowalczyk | Ruben Gonzales Nathaniel Lammons | 7:66, 6:3          |
| 3.  | 24. November 2018 | Andria        | Hartplatz (i) | Karol Drzewiecki  | Marc-Andrea Hüsler David Pel     | 7:610, 2:6, [11:9] |
| 4.  | 3. Oktober 2020   | Biella        | Sand          | Harri Heliövaara  | Lloyd Glasspool Alex Lawson      | 7:5, 6:3           |
| 5.  | 10. Oktober 2020  | Barcelona     | Sand          | Sam Weissborn     | Harri Heliövaara Alex Lawson     | 6:1, 4:6, [10:8]   |
| 6.  | 17. April 2021    | Split         | Sand          | Jan Zieliński     | Grégoire Barrère Albano Olivetti | 6:2, 7:5           |
| 7.  | 10. Juli 2021     | Braunschweig  | Sand          | Jan Zieliński     | Ivan Sabanov Matej Sabanov       | 6:4, 4:6, [10:4]   |
| 8.  | 14. August 2021   | Meerbusch (1) | Sand          | Jan Zieliński     | Dustin Brown Robin Haase         | 6:1, 6:3           |
| 9.  | 23. April 2022    | Prag          | Sand          | Francisco Cabral  | Tristan Lamasine Lucas Pouille   | 6:2, 7:612         |
| 10. | 4. Juni 2022      | Posen (2)     | Sand          | Hunter Reese      | Marek Gengel Adam Pavlásek       | 1:6, 6:3, [10:6]   |
| 11. | 13. August 2022   | Meerbusch (2) | Sand          | David Pel         | Neil Oberleitner Philipp Oswald  | 7:5, 6:1           |

#### Finalteilnahmen
| Nr. | Datum         | Turnier | Belag | Partner       | Finalgegner                         | Ergebnis  |
| --- | ------------- | ------- | ----- | ------------- | ----------------------------------- | --------- |
| 1.  | 25. Juli 2021 | Gstaad  | Sand  | Jan Zieliński | Marc-Andrea Hüsler Dominic Stricker | 1:6, 6:77 |